# 10.27 한국교회 연합예배
10.27 한국교회 연합예배는 2024년 10월 27일 오후 2시 서울특별시 광화문 광장과 여의도 일대에서 개최된 대한민국 개신교의 연합예배로, 공식적인 명칭은 1027 한국교회 연합예배 및 큰기도회이다. 연합예배의 예정 날짜가 개신교에서 종교개혁주일로 삼는 10월의 마지막 일요일이다. 연합예배 첫날 주최측에 따르면 오후 5시까지 행사가 진행되었으며 총 110만 명 정도가 모였다.
본래는 광화문광장과 서울시청, 서울역 일대에서 열릴 예정이었으나 참석자 수 증가와 안전을 이유로 국회의사당과 여의도공원 일대로 분산 개최되었다. 동성결혼 합법화와 차별금지법 제정 반대 촉구를 기반으로 한 집회이며, 이를 위해 개신교계의 임의 단체인 '한국교회 200만 연합예배 및 큰 기도회 조직위원회'가 결성되었다.
대한민국 대법원이 2024년 7월 18일 사실혼 관계인 동성 배우자를 건강보험 피부양자로 인정하도록 판결함에 따라 국민건강보험공단이 동성 사실혼 부부를 피부양자로 등록함에 따른 일련의 조치에 반대하는 것이 계기가 되었다. 주최 측에 따르면 이날 '대한민국을 새롭게 하기 위한 1000만 기독교인 1027 선언문'을 발표하였는데, 여기서 "창조 질서를 부정하는 성오염과 생명 경시로 가정과 다음세대가 위협받는 가운데 하나님께 기도하고 사회적 책임을 다하고자 한다"고 말하면서 "우리 1000만 기독교인은 대한민국이 생명의 나라, 자유의 나라, 창조의 나라, 기적의 나라가 되도록 섬기겠다"고 선언하였다.

## 논란
교회개혁실천연대, 느헤미야 교회협의회, 성서한국 등 조직위와 입장을 달리하는 교계 단체는 경기 고양시 소재 일산은혜교회에서 공동 예배를 드리면서 조직위가 차별과 혐오로 정체성을 드러내고 있다고 언급하였다.

## 같이 보기
- 대한민국의 개신교